# 右安门桥
39°52′04″N 116°21′29″E / 39.867761°N 116.358031°E
右安门桥位于北京市丰台区，是右安门内大街－右安门外大街（南北向）和右安门西滨河路－右安门东滨河路（南二环，东西向）交汇处的一座立交桥。该桥是一座互通式立交桥，东西长1330米，南北向道路上跨护城河和二环路。于1992年建成。